# My Romance

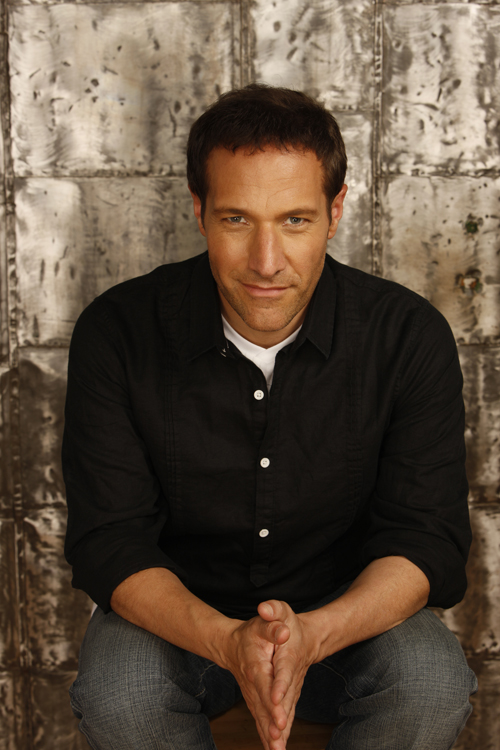
Jim Brickman

A My Romance - an evening with Jim Brickman Jim Brickman zongorista 2000. március 27-én és 28-án a Salt Lake City-i Capitol Theatre-ben tartott koncertjei alapján készült CD és DVD lemez. A minden különösebb külsőség és látvány nélkül tartott koncerteken több ismert művész, köztük Donny Osmond és Olivia Newton-John is közreműködött.

## Az album dalai
Zárójelben a közreműködő művész
- Glory (David Benoit)
- Rocket to The Moon
- Lake Erie Rainfall
- Picture This
- Love Of My Life (Donny Osmond)
- Freedom
- Edgewater
- Valentine (Olivia Newton-John)
- Change of Heart  (Olivia Newton-John) Jim Brickman és Olivia Newton-John szerzeménye
- Circles
- The Love I Found In You (Dave Koz)
- Partners in Crime (Dave Koz)
- By Heart (Anne Cochran)
- Starbright - The Lullaby Medley
- Bonus: I Honestly Love You (Olivia Newton-John) csak az album limitált Target kiadásán

## Közreműködők
- David Benoit, amerikai jazz-zongorista
- Donny Osmond, az egykori amerikai Osmonds együttes tagja
- Olivia Newton-John, brit-ausztrál énekesnő
- Dave Koz, amerikai szaxofonos
- Anne Cochran, amerikai énekesnő
- Tracy Silverman, amerikai hegedűs

## Kiadás
- CD: Windham Hill 01934-11557-2
- VHS:Windham Hill 01934-11557-3
- DVD:Windham Hill 01934-11557-9 (1-es régiókód)
- Change of Heart (Promo CD single)
- Valentine (Promo CD single)